# Гат
Гат је насељено место у саставу града Белишћа у Осјечко-барањској жупанији, Република Хрватска.

## Историја
До територијалне реорганизације у Хрватској налазио се у саставу старе општине Валпово.

## Становништво
На попису становништва 2011. године, Гат је имао 705 становника.

## Попис1991.
На попису становништва 1991. године, насељено место Гат је имало 840 становника, следећег националног састава:
| Попис 1991.‍  | Попис 1991.‍  | Попис 1991.‍ | Попис 1991.‍ | Попис 1991.‍ |
| ------------ | ------------ | ----------- | ----------- | ----------- |
|              |              |             |             |             |
| Хрвати       | Хрвати       |             | 812         | 96,66%      |
| Југословени  | Југословени  |             | 3           | 0,35%       |
| Словенци     | Словенци     |             | 2           | 0,23%       |
| Срби         | Срби         |             | 2           | 0,23%       |
| Чеси         | Чеси         |             | 2           | 0,23%       |
| неопредељени | неопредељени |             | 3           | 0,35%       |
| регион. опр. | регион. опр. |             | 1           | 0,11%       |
| непознато    | непознато    |             | 15          | 1,78%       |
| укупно: 840  |              |             |             |             |